# جاك والتر
جاك والتر هو منافس ألعاب قوى كندي، ولد في 6 نوفمبر 1908، وتوفي في 17 يوليو 1971.

## وصلات خارجية
- جاك والتر على موقع أوليمبيديا (الإنجليزية)
- جاك والتر على موقع اللجنة الأولمبية الكندية (الإنجليزية)